# Nathan’s Famous

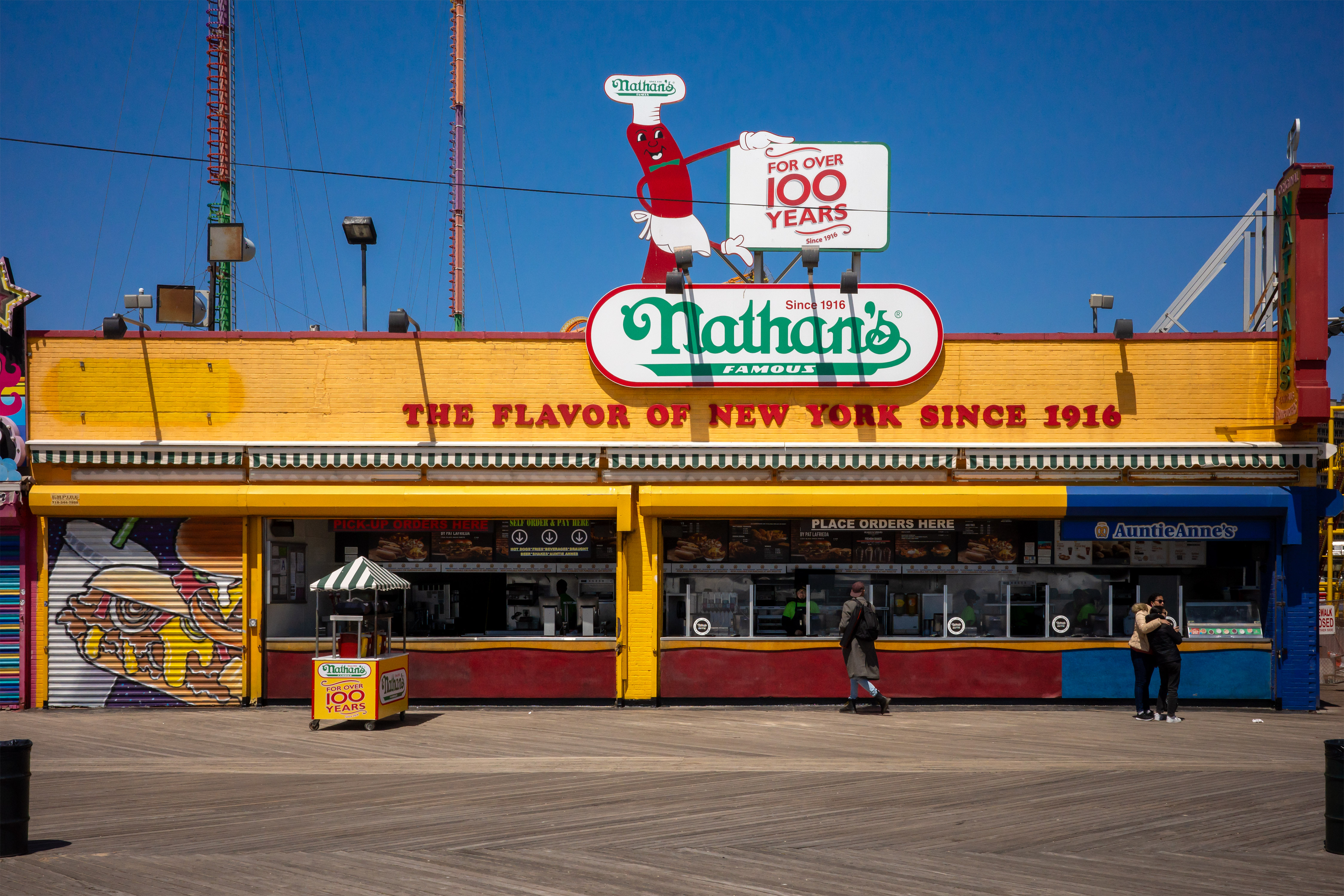
Nathan's Famous przy Riegelmann Boardwalk

Nathan’s Famous – amerykańska sieć restauracji szybkiej obsługi z siedzibą w Jericho w stanie Nowy Jork, specjalizująca się w sprzedaży hot dogów.
Firma posiada 5 restauracji własnych w Nowym Jorku oraz 324 restauracje franczyzowe, w tym 263 w Stanach Zjednoczonych, po 1 w Afganistanie, Egipcie i na Kajmanach, 2 w Meksyku, 2 na Jamajce, 4 w Kanadzie, 6 na Dominikanie, 13 w Kuwejcie i 31 w Rosji.
Poza działalnością restauracyjną, Nathan’s Famous prowadzi też dystrybucję swoich produktów (głównie paczkowanych hot dogów) w 33 tys. supermarketów na terenie Stanów Zjednoczonych, między innymi w Walmartach.